# San Nicolò di Comelico
San Nicolò di Comelico är en ort och kommun i provinsen Belluno i regionen Veneto i Italien. Kommunen hade 388 invånare (2018).